# Boophis idae
Boophis idae är en groddjursart som först beskrevs av Franz Steindachner 1867.  Boophis idae ingår i släktet Boophis och familjen Mantellidae. IUCN kategoriserar arten globalt som livskraftig. Inga underarter finns listade.